# Ödön Tersztyánszky
Ödön Tersztyánszky, född 6 mars 1890 i Csákvár, död 21 juni 1929 i Budapest, var en ungersk fäktare.
Tersztyánszky blev olympisk guldmedaljör i sabel vid sommarspelen 1928 i Amsterdam.